# Цугольская впадина
Цуго́льская впа́дина (Цугуловская впадина) — впадина в Забайкальском крае России.

## Расположение
Цугольская впадина расположена в нижнем течении Онона, между Цугольским хребтом (с юго-востока) и его отрогами (с запада и северо-запада). Впадина начинается на юго-западе, в 2 км к югу от села Цугол и протягивается сначала на север-северо-восток, а от села Нуринск — в северо-восточном направлении, до села Нижний Шаранай. Здесь Цугольская впадина соединяется с Боржигантайской. Общая протяжённость Цугольской впадины немного превосходит 20 км, ширина находится в пределах от 1 км (в юго-западном начале) до 2,5 км (в северо-восточном окончании).

## Геология
Цугуловская впадина сложена нижнемеловыми формациями (с проявлением цеолитов), которые сверху перекрыты кайнозойскими континентальными отложениями незначительной мощности. Заложение впадины произошло в мезозое, дальнейшее формирование шло в неоген-четвертичное. Абсолютные наименьшие отметки днища впадины приурочены к руслу Онона, урез воды которого составляет 560—545 м. Преобладающие типы ландшафта — степи, местами переходящие в лесостепи, и приречные луга.